# 中华人民共和国武汉海事法院
中华人民共和国武汉海事法院（英語：Wuhan Maritime Court），位于湖北省武汉市东西湖区金银湖路16号，是中华人民共和国的一所海事法院。

## 沿革
中华人民共和国成立初期，海事案件统一由地方人民法院民事审判庭审理。1954年，成立了天津、上海、长江水上运输法院，专门受理海事案件。1957年，水上运输法院撤销后，海事案件重归地方人民法院审理。
1984年5月24日，最高人民法院(84)法司字第80号、交通部(84)交办字第985号联合发文《关于设立海事法院的通知》，决定以上海、天津、青岛、大连、广州、长江（驻武汉市）六个水上运输法院筹备组为基础，分别由上海港务管理局、天津港务管理局、青岛港务管理局、大连港口局、广州海运管理局、长江航务管理局负责组建上海、天津、青岛、大连、广州、武汉海事法院，各海事法院自1984年6月1日起宣告成立，并从1984年10月1日开始受理案件。海事法院由交通部主管，专门审理海事海商和行政诉讼案件。1984年11月14日，第六届全国人民代表大会常务委员会第八次会议通过《关于在沿海港口城市设立海事法院的决定》，同日中国国家主席李先念签署中华人民共和国主席令第二十号公布施行。
1999年7月1日，根据中央机构编制委员会办公室、最高人民法院、交通部、财政部《关于理顺大连等6个海事法院管理体制若干问题的意见》，武汉海事法院由交通部移交中共湖北省委、湖北省人民政府、湖北省高级人民法院管理，行政级别由副厅局级提升为正厅局级，受湖北省人民代表大会常务委员会监督并向其报告工作。
2002年12月10日，最高人民法院发布的《最高人民法院关于调整大连、武汉、北海海事法院管辖区域和案件范围的通知（法〔2002〕274号）》规定：
- “二、武汉海事法院的管辖区域范围：自四川省宜宾市合江门至江苏省浏河口之间与海相通的可航水域、港口发生的海事、海商案件。”
- “四、大连海事法院、武汉海事法院、北海海事法院分别管辖上述发生在黑龙江省水域（大连）、长江支流水域（武汉）、云南省水域（北海）内的下列海事、海商案件：1.船舶碰撞、共同海损、海难救助、船舶污染、船舶扣押和拍卖案件；2.涉外海事、海商案件。发生在上述水域内的其他海事、海商案件，由地方人民法院管辖。”[7][1]

2019年12月4日，《江苏省高级人民法院关于南京海事法院履职的公告》：
- “二、南京海事法院管辖自江苏省与山东省交界处至江苏省与上海市交界处的延伸海域，自江苏省与安徽省交界处至江苏省浏河口之间长江干线及支线水域，以及江苏省行政区域内的港口与通海可航水域的案件。
- “五、根据最高人民法院批复和通知要求，南京海事法院于2019年12月4日开始受理案件。2019年12月4日后，武汉海事法院、上海海事法院不再受理南京海事法院管辖区域内的案件；在此之前已经受理的案件不再移送，其上诉案件仍分别由湖北省高级人民法院、上海市高级人民法院审理。”

## 管辖

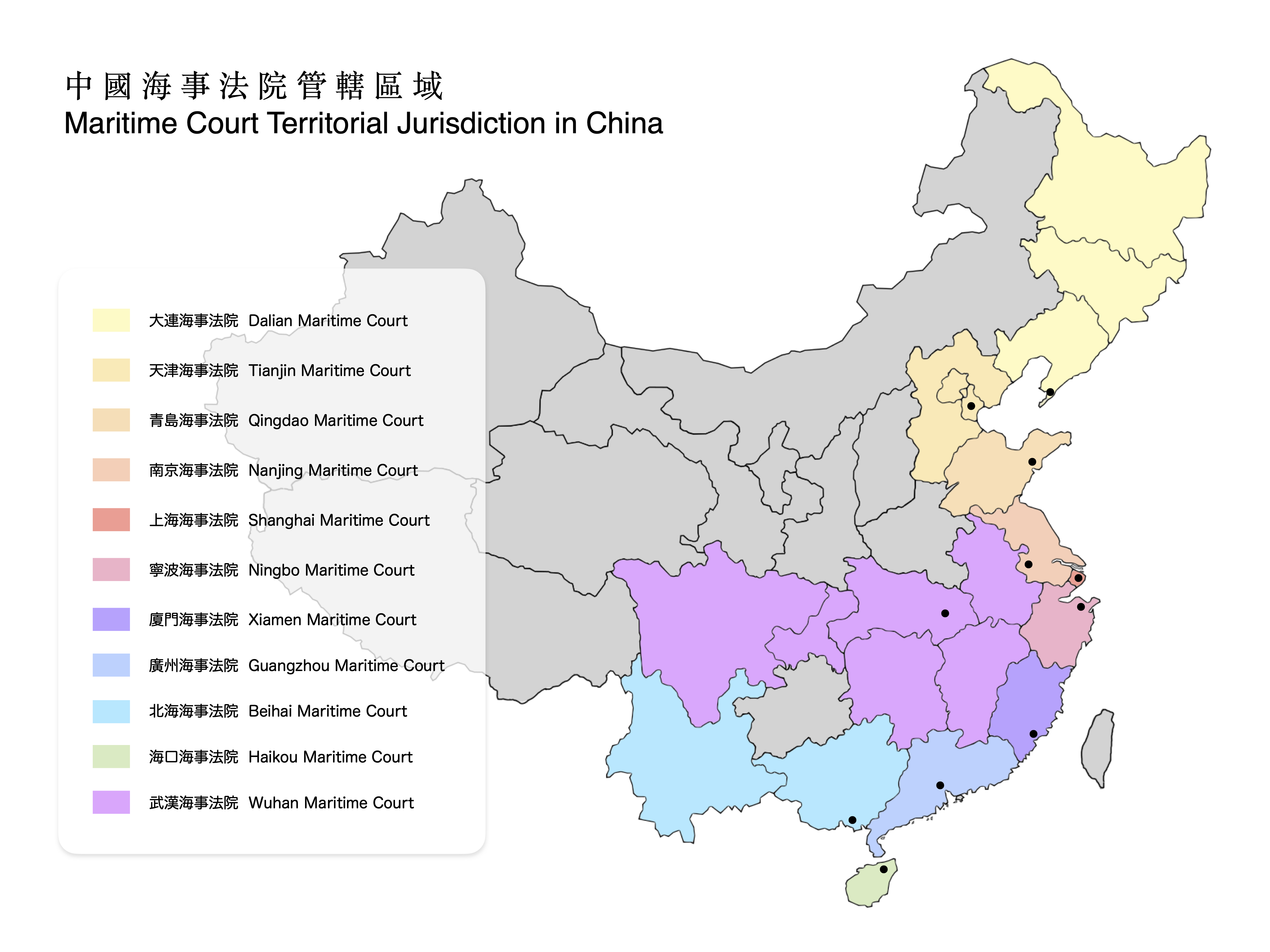
武汉海事法院管辖区域主要为长江流域

武汉海事法院是中国十一家海事法院中唯一总部设在非沿海省份的涉外海事审判机关。其管辖区域经最高人民法院1987年7月、2001年9月和2016年3月和2019年四次调整，现为：上起四川省宜宾市合江门下至安徽省和江苏省交界处的长江主干线及相应的与海相通的可航长江支流水域，管辖的长江干线区域贯穿五省一直辖市（四川、重庆、湖北、湖南、江西、安徽），管辖连接长江支流与海相通的可航水域岷江、沱江、嘉陵江、乌江、湘江、汉江、赣江和洞庭湖、鄱阳湖两大湖区等，辐射长江经济带。

## 机构设置

### 审判机构
- 海事审判庭
- 海商审判庭
- 执行局（执行庭）
- 立案监督庭
- 重庆派出法庭
- 宜昌派出法庭
- 芜湖派出法庭[9]

### 曾经存在的审判机构
- 南京派出法庭（已升级为南京海事法院）
- 南通派出法庭（已转由南京海事法院派出）
- 常熟派出法庭（已于南京海事法院设立后撤销）[10]

### 其他机构
- 办公室
- 政治部（机关党委）
- 纪检组监察室
- 研究室
- 法警支队
- 审判管理办公室
- 司法辅助处[6]

## 历任院长
- 陈明（1984年9月－1988年4月）（代理）[11]
- 陈明（1988年4月－1994年11月）[12]
- 姜春荣（1994年11月－1995年9月）（代理）[13]
- 姜春荣（1995年9月－1999年）[14]
- 万猛（2000年7月－2002年10月）[15][16]
- （空缺）（2002年－2006年）（院党组副书记、副院长胡兆满主持工作）
- 胡兆满（2006年9月29日－2008年）[17]
- 田丰（2008年2月29日－2013年5月）[18][19]
- 肖廷杰（2013年5月23日－2016年1月13日）[20][21]
- 吕小武（2016年12月1日－2022年3月）[22][23]
- 贾石松（2022年3月－）[24]

## 知名案例
- “三湖蓝宝石”轮（SAMHO SAPPHIRE）系列扣押案[25]
- 巴拿马天裕轮船有限公司（TENYU SHIPPING S.A. PANAMA）申请扣押“姗妮1号”（SANEI-1）案[26]